# Euophrys laetata
Euophrys laetata là một loài nhện trong họ Salticidae.
Loài này thuộc chi Euophrys. Euophrys laetata được Eugène Simon miêu tả năm 1904.